# ゼニスエレクトロニクス
ゼニスエレクトロニクス（英・Zenith Electronics、LLC）は、ATSCおよびデジタル著作権管理技術を開発するアメリカの研究開発型企業で、親会社は韓国の会社LGエレクトロニクスである。
Zenithは、以前はアメリカの家庭用電化製品ブランドであり、ラジオやテレビ受信機やその他の家庭用電化製品のメーカーで、本社はイリノイ州グレンビューにあった。一連の一時解雇の後、統合された本社はイリノイ州リンカーンシャーに移転した。
LGエレクトロニクスは1995年にゼニスの経営権を取得し、1999年に完全子会社化した。
Zenithは、サブスクリプションテレビとリモコンを発明した企業であり、北米で最初に高解像度テレビ（HDTV）を開発した。 
Zenithブランドの製品は、北米、ドイツ、タイ（1983年まで）、カンボジア、ラオス、ベトナム、インド、ミャンマーで販売されている。

## 歴史

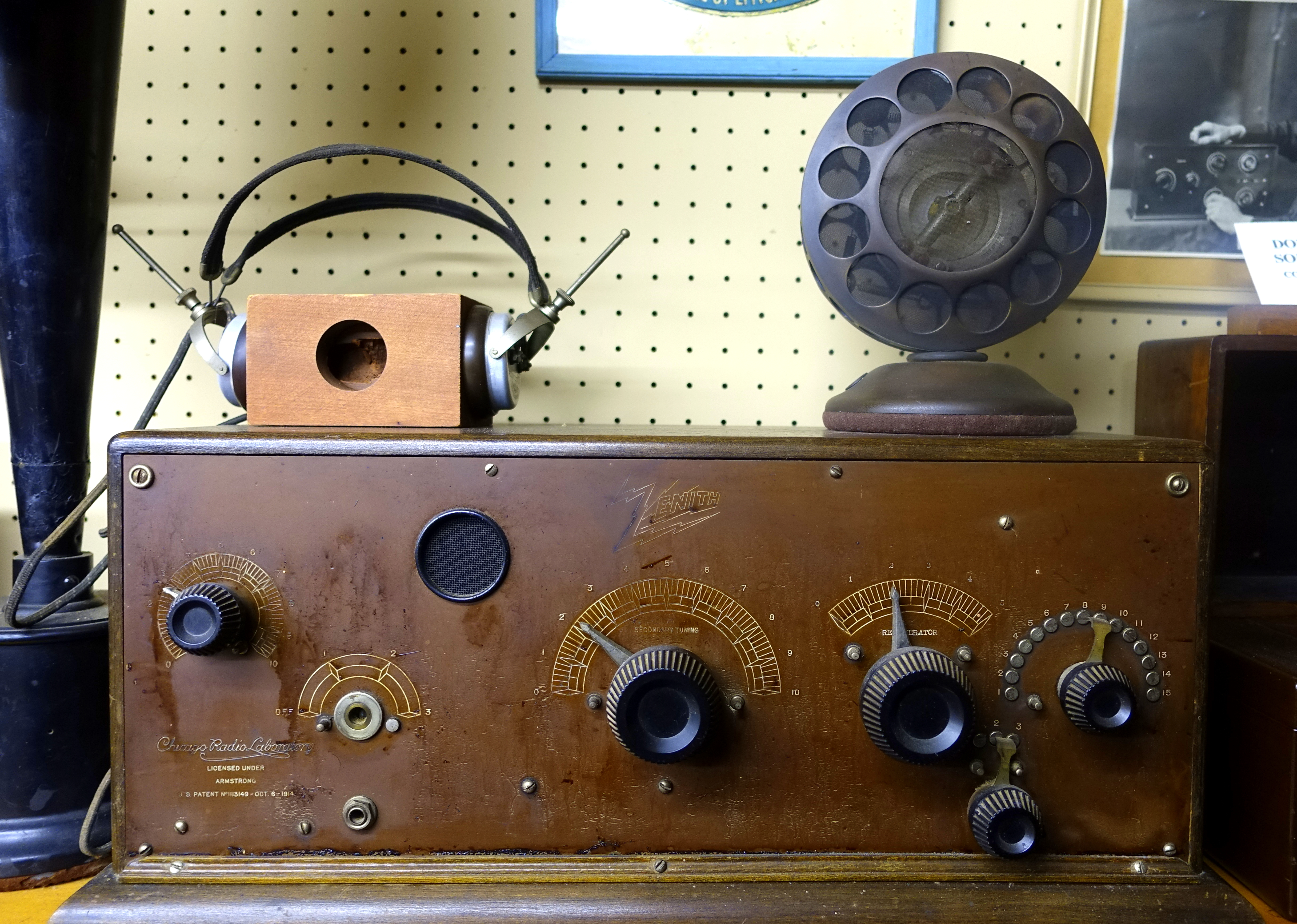
ゼニスラジオ、シカゴラジオ研究所

元ゼニスのロゴ

同社は、1918年にアマチュア無線機器の小規模生産者としてシカゴラジオラボとして、イリノイ州シカゴでラルフ・マシューズとカール・ハッセル が創業した。
「ゼニス」という名前は、創設者のアマチュア無線のコールサインである9ZNの短縮形であるZN'thに由来している。1921年にユージン・F・マクドナルドが加わり、1923年にゼニスラジオカンパニーが正式に設立された。
当社は新興企業だったが、高品質のラジオと革新的な電子技術で知られるようになった。ゼニスは1924年に最初の携帯ラジオを発表し 、1926年に最初の大量生産されたACラジオを発表し、 そして1927年に押ボタン・チューニングを発表した。 1930年代にモデル460で自動車用ラジオを追加し、ほかに発電機やバッテリーを必要としないモデルを59.95米ドルで販売した。最初のゼニス・テレビは1939年に登場し、最初のコマーシャルセットは1948年に一般に販売された。 当社はワイヤレスリモコンやFMマルチプレックスステレオなどを発明したとされている。
ゼニスは長年、「まずは品質。すると名声がついてくる」（名声が続くのは品質が良いからだ）("the quality goes in before the name goes on")」というスローガンを使用していた。このフレーズは、すでに1906年にシカゴのジオ・P・ベント・ピアノ・カンパニーによって使用されていたものである。 
ゼニスは1940年に国内で最初のFM局の1つを設立（シカゴのWWZR。後にWEFMと呼ばれ、ゼニスの幹部ユージン・F・マクドナルドにちなんで名付けられた）。
WEFMは1970年代初頭に売却され、現在はWUSN（en）である。
Zenithはまた、高コントラストでフラットフェイスの受像管の開発、および米国とカナダのアナログテレビ放送で使用されるマルチチャネルテレビサウンド（MTS）ステレオシステムの開発のパイオニアでもあった。 
ゼニスは、デジタルHDTVを導入した最初の企業の一つで、そのシステムの一部分は1993年のen:Grand Alliance (GA)とともに始まったATSC規格にも取り入れられた。彼らはまた1977年からソニーのベータマックス式ビデオテープレコーダを販売し、アメリカのメーカーとしては早くからそれを行った一社であった。
1962年の『イリノイ州製造業年鑑』（50周年記念版）には、ゼニスラジオコーポレーションが合計11,000人の従業員を擁し、そのうち少なくとも6,460人がシカゴの7つの工場で雇用されていると記載されている。本社事務所は、6001 West Dickens Avenue （シカゴ、ミルウォーキー、セントポール、パシフィックの鉄道路線の北）の第一工場にあり、2,500人の労働者がラジオやテレビ、Hi-Fiステレオ蓄音機を製造していた。第二工場は500 North Kostner Ave.にあり、2,100人の従業員が政府の電子機器、ラジオおよびテレビのコンポーネント、トランジスタ、補聴器を製造していた。第三工場は 5801 West Dickens Ave.（ミルウォーキーロードトラックの北）にあり、300人の従業員が電子機器の製造とサービスを行っていた。第四工場は3501 West Potomac Ave.にあり、60人の従業員が倉庫で働いていた。 6501 West Grand Ave.にある第五工場は500〜600人の労働者を雇用し政府向けのHi-Fi機器を製造していた。
Zenithの子会社であるラウランド（Rauland Corporation）は、4245 North Knox Avenueにあり、850人の労働者を雇用してテレビの受像管を製造していた。シカゴの他のゼニス子会社は、1247 West BelmontAve。にあるセントラルエレクトロニクスで、100人の従業員がアマチュア無線機器を製造し、聴覚トレーニングを実施した。一方、セントラルエレクトロニクス工場はイリノイ州パリスの州道133号線とグランドビューにあり、500人の従業員が無線受信機を製造しており、それらを総計するとイリノイ州のゼニスの総労働力は少なくとも6,960人であった。 

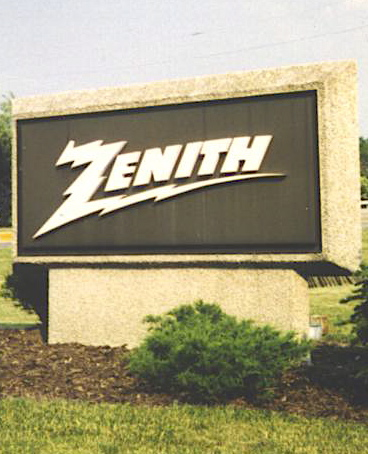
1995年にイリノイ州グレンビューにあるゼニスの本社の外で、米国が所有していた期間に使用された最後のロゴ。

1970年12月、National Union Electric（ "NUE"）は、アンチダンピング法の違反とアメリカの反トラスト法に違反したとして日本のテレビメーカーのほとんどを訴えた。 その訴訟が継続している状況で、ゼニスラジオコーポレーションは市場シェアを次第に日本企業に奪われてゆき、ますます財政難に直面した。ゼニスは1974年、日本企業によって市場シェアを失っていることに関して、日本の主要なテレビおよび電子メーカーを相手取って、米国の独占禁止法および1916年のアンチダンピング法に対する違反だとする訴訟をフィラデルフィアの連邦裁判所において起こした 。 Zenithは、シアーズローバック社とモトローラ社を共同原告として迎え入れた 。 NUE訴訟はペンシルベニア州東部地区に移送され、2つの訴訟は審理前の手続きと審理のために統合された。この"In re Japanese Electric Products Antitrust Litigation" （「日本の電気製品・反トラスト訴訟」）と銘打たれた訴訟で、9億ドルの損害賠償を請求したのだった 。
1983年の終わりまでに、ゼニスは訴訟に関連して数百万ドルを費やした。 1981年、第一審裁判所は独占禁止法およびダンピング防止法の請求について略式判決を下し、訴訟を却下。  原告（つまりゼニス）は控訴し、上訴裁判所はシアーズ、ローバック社、モトローラ社およびソニーの略式判決を支持した。  訴訟は上訴され、1986年3月、合衆国最高裁判所はゼニスの独占禁止法の主張について被告（つまり日本企業）に有利な判決を下した 。 ゼニス側は、日本の企業が1916年のアンチダンピング法に違反したという主張が通るのではと一縷の望みを抱いていたが、1987年4月に最高裁判所がフィラデルフィアの米国地方控訴裁判所から提出された訴えを棄却したことで、結果として日本企業の主張が通り、ゼニスの望みは断たれる形で終了した。 
1979年、ゼニスはシュルンベルジェからヒース・カンパニーを6450万ドルで買収してコンピューター市場に参入し、ゼニス・データ・システムズ（ZDS）を設立した 。1982年前にラジオ関連ビジネスから撤退し、2年後の1984年に、興味の対象をコンピューターとCATVに移したことを反映させる形で社名をゼニスエレクトロニクスに変更した。
1980年代後半までに、ZDSのほうは利益が出る状態が続くようになっていたが、一方、テレビ事業のほうは何年も赤字が続く状態になっていた。
ゼニスは HDTVの研究活動のための資金を調達し、負債を減らすため、1989年10月にZDSをGroupeブルに635百万米ドルで売却した 。 1990年までにゼニスは問題を抱え、敵対的買収をしかけるのに好都合な会社だと見える状態になってしまった。敵対的買収をされるのを回避するために、ゼニスは技術共有契約の一環として、韓国企業の金星社（現在のLGエレクトロニクス）に自社株の5％を売却。アナログ回線の老朽化に伴い、またその後の米国でのHDTVの採用により、ゼニスの見通しは良くなかった。
1995年に、LGは出資比率を55％に増やし、経営権を取得。ゼニスは1999年に連邦倒産法第11章を適用した破産を申請し、その債務と引き換えに、LGは会社の残りの45％を買収した。この時代に、ゼニスの製品のいくつかはOEM製品として、バッジをアドミラルに付け直されていた。一部の製品には、1970年代にZenithのスピーカーやその他のオーディオ機器のブランドとして生まれた Allegroブランドも含まれていた。ケーブルテレビや衛星テレビ用のセットトップボックスを製造していた収益性の高いネットワークシステム部門は、2000年の夏にモトローラに売却され、モトローラBCS（ブロードバンド通信セクター）の一部になった。 
その後、ゼニス本社ビルはエーオンに売却され、2018年に取り壊されて、近くのAbtエレクトロニクスが本社を拡張するために使われた。
LGは、Zenith DTT-900  およびZenithDTT-901  ATSCデジタルテレビコンバータボックスを製造した。 LGはまた、一部の小売店を通じて、Zenithブランドのプラズマテレビ、液晶テレビを提供した。

## 有名な製品

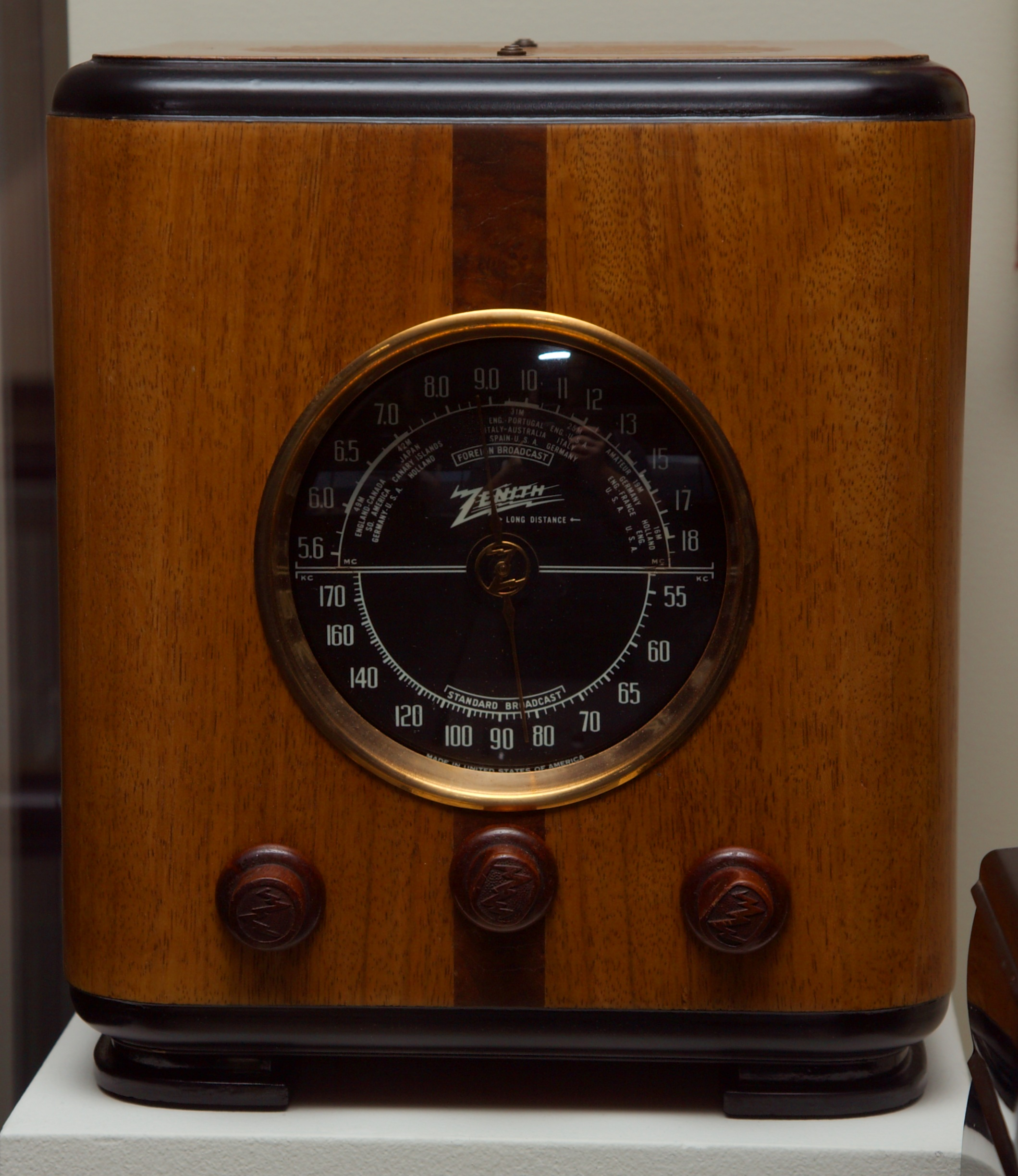
1937年頃のゼニスモデル5-S-220「キューブ」ラジオ。

ゼニスの初期の有名な製品には次のようなものがあった。。
- ラジオの「ロイヤル」シリーズ
- 短波ポータブルラジオの「トランスオーシャン」シリーズ（1942年から1981年に製造されたもの。最初は真空管ラジオ、1950年代からトランジスタラジオ）
- テレビ用の最初の実用的なワイヤレスリモコン「スペースコマンド」（1956年 - 1972年ころ）

### 有料テレビ放送
Zenithは、有料テレビ放送を実験した最初の企業であり、シカゴのテレビ放送実験局KS2XBSでフォンビジョン
システムを立ち上げた。FCCがWBBM-TVに放棄するように強制する前に、元々はチャンネル2で放送していた。彼らの実験では、テレビに取り付けられ、電話線に差し込まれたデスクランブラーボックスが使用された。事前に発表された放送を開始する準備ができたとき、視聴者はゼニスのオペレーターに電話をかけ、電話線で信号を送信してビデオのスクランブルを解除した。 
アメリカの劇場所有者はコンセプトが失敗したと主張したが、ゼニス自身は実験は成功したと主張していた  。
フォノビジョンで放送された映画は伝統的な劇場の潜在的な競争相手と見なされていた。実験放送に参加した最初の300世帯が最初に利用できた3本の映画は2年以上前のものであったが、視聴者の約18％が該当作を映画館で見たことがあり、Phonevisionの世帯の92％が自宅で映画を見たいと報告した。

### リモコン
ゼニスは、おそらく、1956年に開発された最初の実用的なワイヤレステレビのリモコンであるスペースコマンドで最もよく知られている。

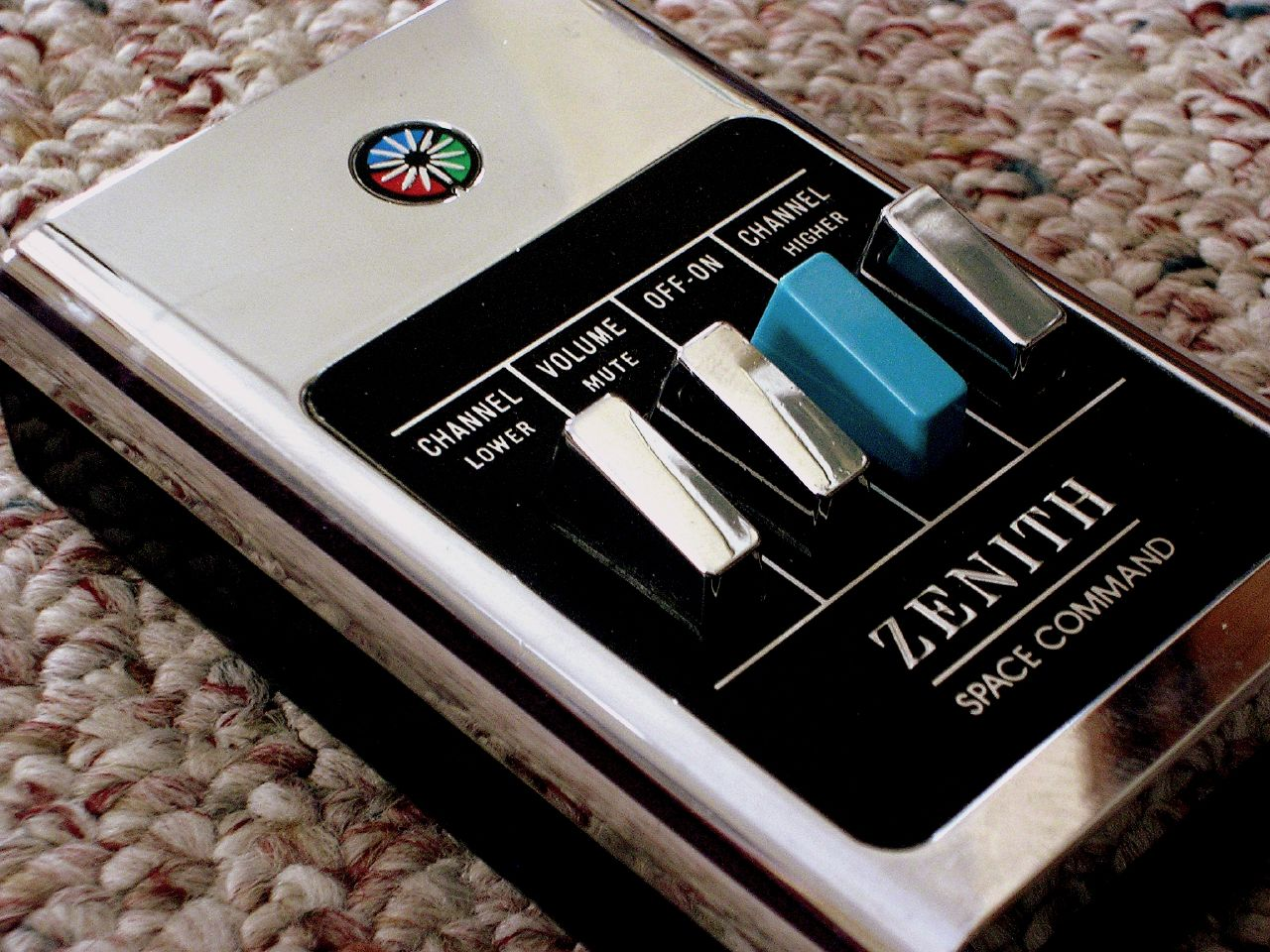
ゼニススペースコマンド600のリモコン。

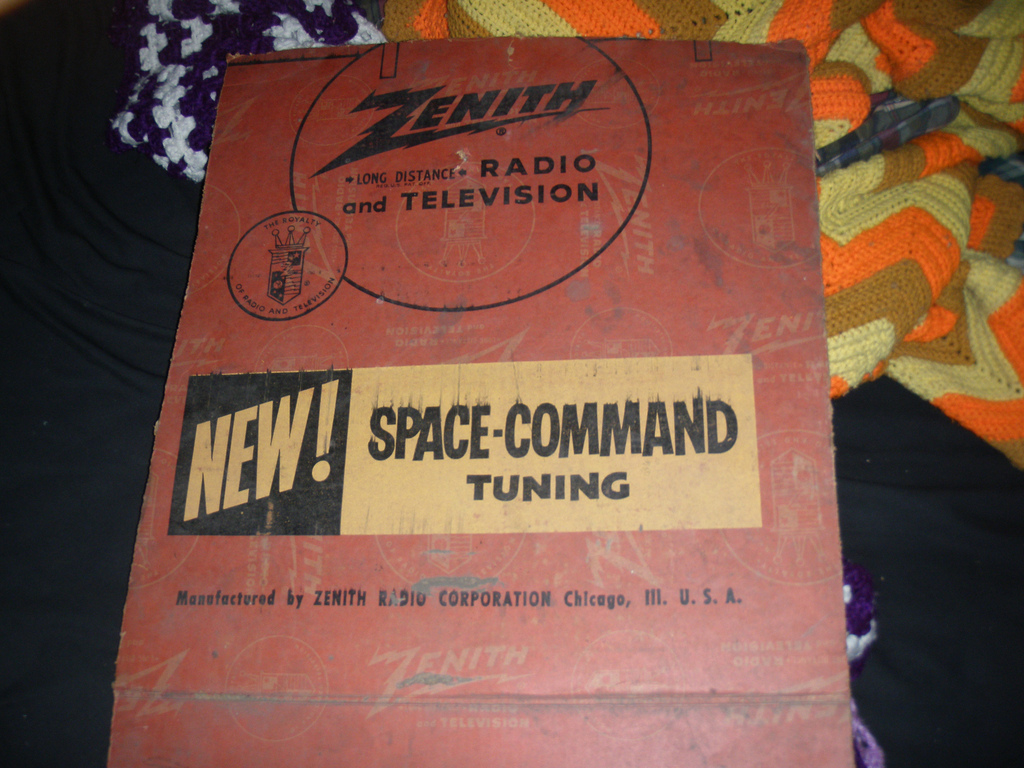
「スペースコマンドチューニング」と呼ばれることの多いリモコンシステムを宣伝するボックス

オリジナルのテレビのテレビリモコンは1950年にリリースされた有線バージョンであったが、視聴者の椅子からテレビの受信機まで長いケーブルが伸びているのが見苦しい、という苦情が寄せられた。ゼニスの社長兼創業者ユージーン・F・マクドナルド、は、エンジニアに無線バージョンの開発を命じたが、電波を使用する方法では1950年代の性能が低いラジオ受信機と干渉を起こしてしまうので、この案はボツにされた。ユージン・ポーリーによって発明された1955年のフラッシュマチック（Flash-Matic）リモートシステムは、テレビキャビネットの4つの前面コーナーにある高感度のフォトレシーバーに向けて高指向性のフォトフラッシュチューブを内蔵したハンドヘルドユニットを使用するという仕組みだったが、これはテレビに強い日光が当たるとテレビ側が反応し、テレビのチューニングダイヤルがモーターで駆動され自動的に切り替わってしまうと判明した。
次に、エンジニア主任のロバート・アドラーは、超音波をトリガーメカニズムとして使用することを提案。超音波はリモコン装置に内蔵された様々な寸法のアルミニウム棒を機械的に打つことにより発せられ、発せられた様々な周波数の超音波にテレビ受像機側が応答するというものである。ボタンを押すと人の耳に十分聞こえるノイズが発生するので、ユーザーらはこのリモコンを「クリッカー」と呼びようになった。電子機器の小型化が進むにつれ、この音は（機械的にではなく）電子的に生成するように改良された。ただし、テレビ受像機側が超音波に反応するという動作原理はそのまま1980年代に赤外線システムに移行するまで使われ続けた。
写真は、カラーテレビ受信機用に設計されたリモコンである「スペースコマンド600」の写真である。1965年に導入され、この特定の設計は1972年モデルの終わりまで使用されていた。当リモコンにはさらに特徴的な機能も追加された。色相を調整することも出来、リモコンのミュートボタンを押すと、テレビでリレーがアクティブになり、電動モータードライブがVHFチューナー回路の色相制御の部分に作用する。これにより、ユーザーはリモコンのチャンネルの上下ボタンを押して色相を段階的に調整し、ミュートボタンをもう一度押したときに（ミュートオフで）テレビを通常のチューニング操作に戻すことができる、というものだった。

### スペースフォン
1970年代後半から1990年代初頭にかけて製造された、ゼニスのシステム3シリーズのテレビの一部のモデルには、ゼニスのスペースフォンと呼ばれる、基本的にテレビに組み込まれたハンズフリー・スピーカーフォン機能があった。内蔵マイクに加えて、セットのスピーカーとリモコンを使用した。 スペースフォン対応のテレビは（内蔵の電話コードを使用して）電話ジャックに接続し、リモコンのボタンを押してスペースフォンを立ち上げることで電話をかける。これにより、テレビの音声がミュートされて通話が開始され、音声はスピーカーから出力される。電話番号は、リモコンの数字キーを使用してダイヤルされます。リモコンは、ダイヤルされている数字を画面に表示する（System 3回線のオンスクリーンディスプレイ機能を使用）。その後、ユーザーは、通常のスピーカーフォンのように、ハンズフリーで別の発信者と会話することができた。

### ズーム
1976年にChromacolorで最初に使用されたZenithの「SpaceCommand1000」およびその後のSystem 3 （1978）のリモコンにはズーム機能ボタンが含まれていた。この機能により、CRTのラスターをオーバースキャンして画像の中央が表示されるようにすることで、テレビ画面に表示されている画像を拡大することができた。

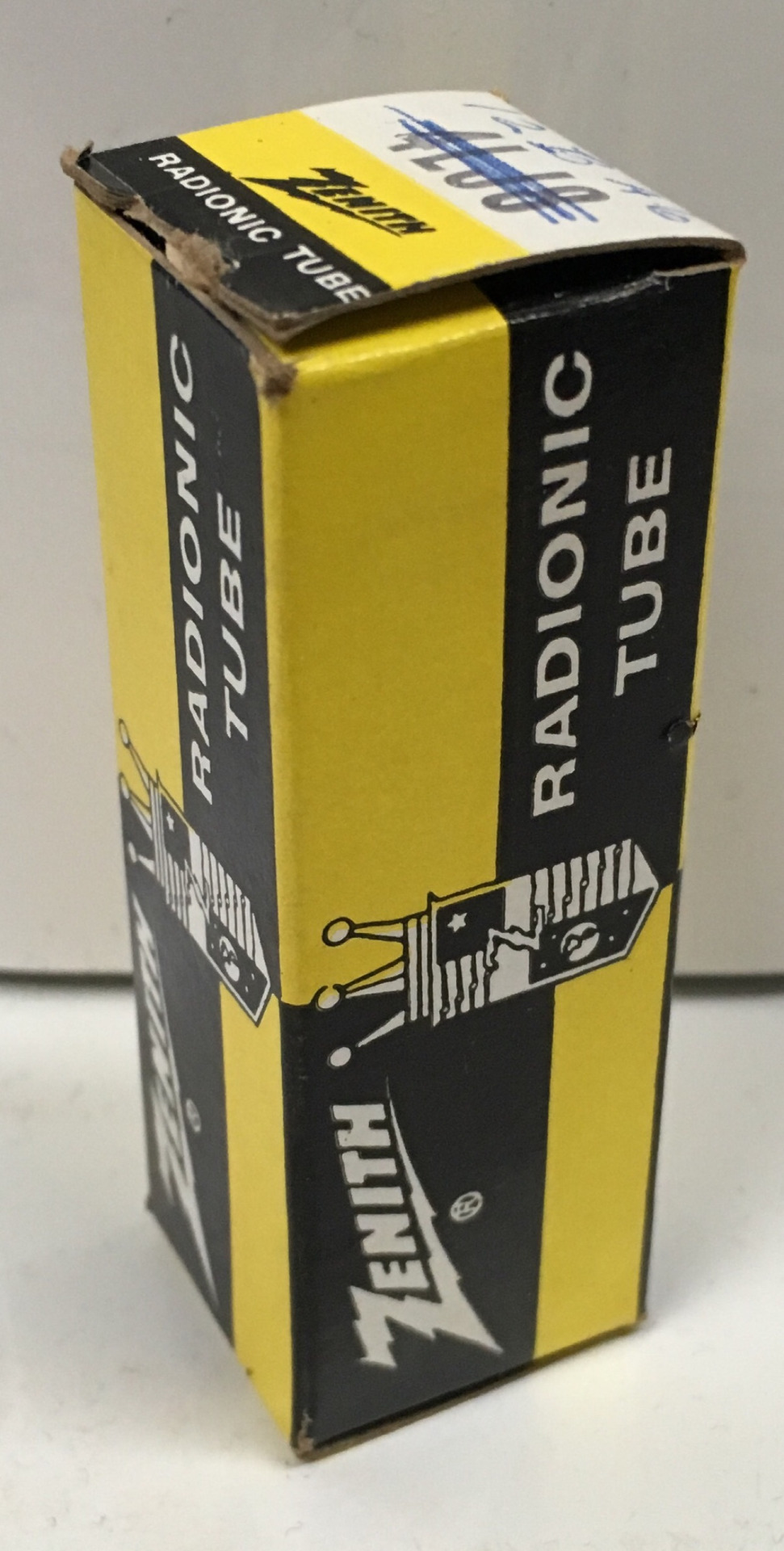
ゼニス真空管カートン

### 丸窓テレビ
1940年代後半、ゼニスはテレビ市場に参入した。これらのセットはオールラウンドチューブセットであった。主な特徴は、丸い画面全体が露出していたことである。それらは12インチ、16インチおよび19インチのサイズで利用可能であった。後のラウンドチューブモデルには、4：3の比率で画像を表示するか、ラウンド画面全体を露出させるスイッチがあった。これらのセットは、テレビコレクターの間で非常に望ましいものとなった。多くの丸窓形ブラウン管はメタルコーンCRTを使用していたが、現在は不足している。コレクターが悪いメタルコーンチューブをオールガラスチューブに交換することは珍しいことではない。ゼニス丸窓セットは、卓上モデル、スタンドアロンコンソール、テレビ/ラジオ/フォノコンボで提供された。

### 手作業で配線されたシャーシ
1950年代後半、RCA 、ゼネラル・エレクトリック、アドミラルなどの多くの電子機器メーカーは、ラジオやテレビの配線を手作業で配線する金属製シャーシからプリント基板に変更していた。プリント基板は組み立ての時間とエラーを節約出来るが、真空管装置での使用には適していない。真空管装置では、高温が発生してプリント基板が破損し、管を取り外そうとすると最終的に基板が崩れる可能性がある。 Zenith、およびモトローラは、すべての真空管機器で手作業で配線する有線シャーシを引き続き使用することにより、この問題を回避した。 Zenithは、1970年代初頭のクロマカラーラインまで回路基板をテレビから遠ざけ、それでもソリッドステートコンポーネントでのみ使用し、クロマカラー4チューブハイブリッドで使用された4本のチューブをスチールシャーシに取り付けた。 Zenithは、1960年代後半に半導体に変換されたときに無線機で回路基板を使い始めたが、Zenithの初期のトランジスタラジオでさえ、まだソケット付きトランジスタで完全に手作業で配線されていた。
このシャーシー構造および高品質のコンポーネントのおかげで、1950年代から1970年代のZenithテレビおよびラジオは今現在でも正常に機能しており、新品同様の動作状態に復元するのに作業はほとんど必要ない。

### 文字放送
Zenithは、テレテキスト（文字放送）を幅広くサポートする北米で数少ないテレビメーカーの一つであった。 1983年以降、同社は外付けのデコーダーとデコーダー内蔵テレビ受像機を製造した。当初、これらはオハイオ州シンシナティ地域でのみ提供されていた。オハイオ州では、タフト放送が主力のWKRC-TVでエレクトラと言う名称で文字放送サービスを開始していた。このサービスは、2年後、 Satellite Syndicated SystemsがスーパーステーションWTBS （アップリンクを担当）の全国フィードのVBIにサービスを挿入したときに全国的に拡大した。ただし、エレクトラのデコーダーは全国的に販売されることはなく、デコーダーが組み込まれたテレビは高価な「フラッグシップ」モデルであることが多く、これらのモデルのコンソールキャビネットやボーズスピーカーのために多くの人に購入され、テレテキストの到達範囲が狭くなった。
アメリカ国内における約10年間の文字放送の実験中、CBSとNBCが支持されていたより複雑なプロトコルNABTSとは対照的に、エレクトラがワールドサービステレテキストプロトコルを利用したことによってさらに規格が複雑になった。
文字放送システムは、アメリカにおけるクローズドキャプションの標準規格と互換性がなかったため、エレクトラのサービスが終了した1993年の時点で、Zenithは文字放送デコーダーの製造販売・サポートを終了した。